# Нарезно оръжие
Нарезните оръжия са вид огнестрелни оръжия, чиято цев е набраздена във формата на винтова линия. Целта на жлебовете е снарядът или куршумът да се завърти около оста си. Освен това завъртането стабилизира проектила на жироскопичен принцип, което прави по-точна неговата балистичната крива при поразяване на целта. Днес някои танкове (като Чалънджър 2 и Т-55) използват нарезни оръдия. Технологията датира от много отдавна и е била позната още на майсторите на мускети. Измерването на калибъра се извършва по бразди или полета като типичен пример руския патрон 9Х18 за Пистолет Макаров (ПМ) е 9.2 мм а 9Х19 за парабелум е 9 мм поради разликата в начина на измерване.